# Antoine-René Mauduit
Antoine-René Mauduit (né le 17 janvier 1731 à Paris où il est mort le 6 mars 1815), architecte du Roi, fut professeur de mathématiques, d'abord à l'École des ponts et chaussées et à l'Académie royale d'architecture, ensuite aux écoles centrales, membre de la Société des sciences et arts de Metz.
Il fut détenteur de la chaire de géométrie ramiste au Collège de France. « Mauduit, indique Beuchot dans la Biographie Universelle, s’était prononcé contre toute révolution dans les sciences : il avait acquis le droit de déclamer, sans qu’on y fît attention, contre tout ce qui se découvrait de nouveau. Il suivit le même système lors de la révolution commencée en 1789, et parlait tellement à tort et à travers sur les événements, qu’il avait le privilège de tout dire sans danger, car on ne l’écoutait pas. »
Antoine-René Mauduit est le père de la peintre Louise Mauduit, épouse de Louis Hersent.
Il est inhumé au cimetière du Père-Lachaise (11e division),, à Paris.

## Œuvres
- Éléments des sections coniques, démontrées par la synthèse; ouvrage dans lequel on a renfermé le petit Traité des « sections coniques » de M. Lahire. Paris, Desaint, 1757, in-8°.
- Introduction aux Éléments des sections coniques, pour servir de suite aux Éléments de géométrie de M. Rivard. Paris. Desaint, 1761, in-8°.
- Leçons de Géométrie théorique et pratique. Nouvelle édition, revue, corrigée et augmentée. Paris, Courcier (réimpr. Bachelier, 1817), 2 vol. in-8°, avec 17 planches. La première édition parut en 1772
- Leçons élémentaires d'Arithmétique, ou Principes d'analyse numérique. Nouvelle (3e) édition. Paris , 1804, in-8°.

La première édition est de 1780.
- Principes d’Astronomie sphérique, ou Traité complet de trigonométrie sphérique, dans laquelle on a réuni les solutions numériques & géométriques et analytiques de tous les problèmes qui ont rapport à la résolution des triangles sphériques quelconques, avec une théorie des différences des mêmes triangles. Paris, 1765, in-8°, avec figures.
- Psaumes en vers par M. M...t, professeur de mathématiques, etc. Paris, Bleuet (1814), 24 p.

Cet Essai ne contient que neuf psaumes traduits, ou plutôt paraphrasés ; il en avait traduit un bien plus grand nombre, mais c'est tout ce qu'il a publié.
Mauduit a aussi traduit en vers français le Morate cæli desuper, imprimé en 1810.
On doit aussi à ce professeur une nouvelle édition, avec des additions et corrections, du Cours de mathématiques de Bélidor (1759).

## Source
- Joseph-Marie Quérard, La France littéraire: ou Dictionnaire bibliographique des savants, vol. 5, Firmin Didot, 1833